# Omloop van het Houtland 1995
L'Omloop van het Houtland 1995, cinquantunesima edizione della corsa, si svolse il 28 settembre 1995 su un percorso con partenza e arrivo a Lichtervelde. Fu vinto dall'olandese Jans Koerts della Palmans-Ipso davanti al belga Jo Planckaert e all'olandese Michel Cornelisse.

## Ordine d'arrivo (Top 10)
| Pos. | Corridore          | Squadra          | Tempo |
| ---- | ------------------ | ---------------- | ----- |
| 1    | Jans Koerts        | Palmans-Ipso     |       |
| 2    | Jo Planckaert      | Collstrop-Lystex |       |
| 3    | Michel Cornelisse  | TVM              |       |
| 4    | Robbie Vandaele    | Palmans-Ipso     |       |
| 5    | Adrie Van Der Poel | Collstrop-Lystec |       |
| 6    | Tom Desmet         | Collstrop-Lystec |       |
| 7    | Jelle Nijdam       | TVM              |       |
| 8    | Johan De Geyter    |                  |       |
| 9    | Hans De Meester    | Palmans-Ipso     |       |
| 10   | Martin Van Steen   | TVM              |       |